# Linie pola elektrostatycznego
Linie pola elektrostatycznego - linie, do których styczne w każdym punkcie mają kierunek zgodny z kierunkami sił elektrostatycznych. Zwrot linii pola jest zgodny ze zwrotem sił elektrostatycznych działających na ładunki próbne.